# Sudovo Hlavno
Sudovo Hlavno (en allemand : Sud-Hlawno) est une commune du district de Prague-Est, dans la région de Bohême-Centrale, en République tchèque. Sa population s'élevait à 496 habitants en 2020.

## Géographie
Sudovo Hlavno se trouve à 8 km au nord de Brandýs nad Labem-Stará Boleslav, à 12,5 km à l'est de Neratovice et à 27 km au nord-est du centre de Prague.
La commune est limitée par Čečelice au nord-ouest, Kropáčova Vrutice, Horní Slivno et Dolní Slivno au nord, par Mečeříž à l'est, par Kostelní Hlavno, Hlavenec et Lhota au sud, et par Dřísy et Konětopy à l'ouest.

## Histoire
La première mention écrite de la localité date de 1386.

## Transports
Par la route, Sudovo Hlavno se trouve à 12,5 km de Brandýs nad Labem-Stará Boleslav, à 19 km de Neratovice et à 37 km du centre de Prague.